# Lycium dasystemum
Lycium dasystemum är en potatisväxtart som beskrevs av Pojarkova. Lycium dasystemum ingår i släktet bocktörnen, och familjen potatisväxter. Inga underarter finns listade i Catalogue of Life.